# Severo Ochoa

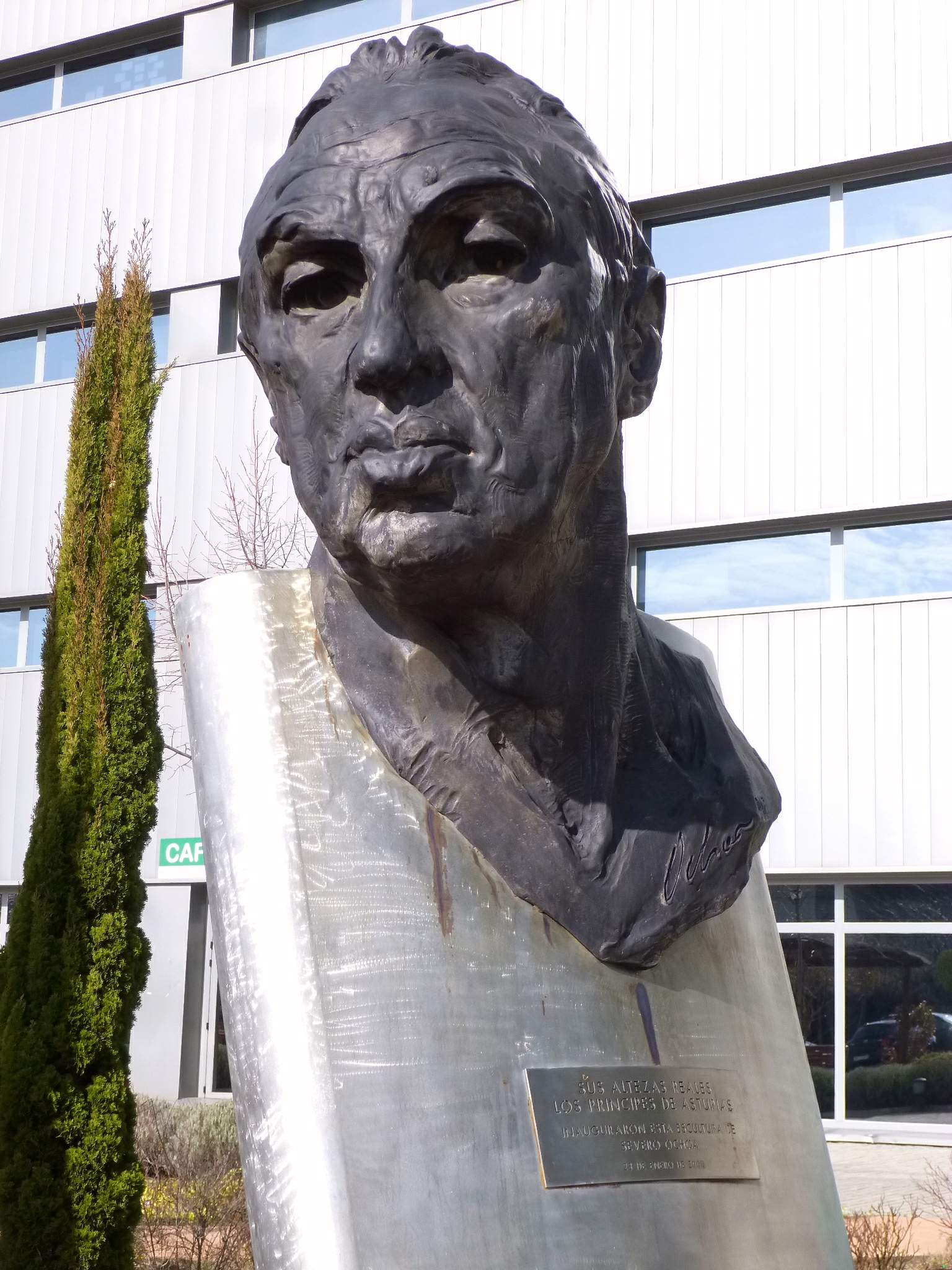
Severo Ochoa, Statue in Madrid am Zentrum für Molekularbiologie

Severo Ochoa (* 24. September 1905 in Luarca, Asturien, Spanien; † 1. November 1993 in Madrid, Spanien) war ein spanisch-US-amerikanischer Biochemiker. 1959 wurde er mit dem Nobelpreis für Physiologie oder Medizin ausgezeichnet.

## Leben
Severo Ochoa wurde in Luarca in der spanischen Provinz Asturien geboren. Sein Vater, Severo Manuel Ochoa, ein Rechtsanwalt und Geschäftsmann, starb, als Severo Ochoa sieben Jahre alt war. Zusammen mit seiner Mutter, Carmen de Albornoz, zog er daraufhin nach Málaga. Er besuchte dort die Schule, die er 1921 abschloss. Sein Interesse für die Biologie wurde durch die Arbeiten des spanischen Neurologen und Nobelpreisträgers Santiago Ramón y Cajal angeregt. 1923 ging Ochoa an die Medizinische Fakultät der Universität Madrid, wo er hoffte, mit Cajal zusammenarbeiten zu können, doch dieser hatte die Universität bereits verlassen. 1929 schloss Ochoa sein Studium mit Auszeichnung ab. Er heiratete zwei Jahre später Carmen Garcia Cobian. Die Ehe blieb kinderlos.
Nach seinem Studienabschluss ermöglichte ein zweijähriges Stipendium Ochoa einen Forschungsaufenthalt bei Otto Meyerhof am Kaiser-Wilhelm-Institut für Medizinische Forschung in Heidelberg und er forschte dort ab 1929 zur Biochemie und Physiologie des Muskels. 1931 übernahm er eine Stelle an der Universität Madrid, ging aber bald darauf nach London. Bis 1941 hatte Ochoa verschiedene Stellen inne, er arbeitete mit unterschiedlichen Wissenschaftlern an etlichen Orten. Dann ging er in die Vereinigten Staaten. Dort arbeitete er an einigen Universitäten, bis er schließlich an der New York University School of Medicine zunächst Assistenz-Professor für Biochemie (1945), Professor für Pharmakologie (1946), Professor für Biochemie (1954), und Direktor der Abteilung für Biochemie wurde.
Ochoa war ab 1977 auswärtiges Mitglied der Akademie der Wissenschaften der DDR und seit 1958 Mitglied der Deutschen Akademie der Naturforscher Leopoldina. 1957 wurde er in die American Academy of Arts and Sciences und die National Academy of Sciences gewählt. Seit 1961 war er Mitglied der American Philosophical Society. 1963 hielt er die Paul-Karrer-Vorlesung. 1979 erhielt er die National Medal of Science.
Im Jahr 1956 nahm er die amerikanische Staatsbürgerschaft an. 1985 kehrte Ochoa nach Spanien zurück, wo er als Berater in der spanischen Wissenschaftspolitik tätig wurde. Ochoa starb 1993 in Madrid. Zu seinen Ehren wurde ein Forschungsinstitut nach ihm benannt.

## Leistungen
Ochoa beschäftigte sich vor allem  mit enzymatischen Vorgängen bei der biologischen Oxidation sowie der Energieentstehung und -übertragung. Er hat viel zum Wissen über den Kohlenhydrate- und Fettsäurestoffwechsel, den Kohlenstoffdioxidhaushalt und die Biosynthese der Nukleinsäure beigetragen. Seine Forschung umfasste die biologische Funktion des Vitamins B1, die oxidative Phosphorylierung, die Carboxylierung der Gluconsäure und Brenztraubensäure, die photochemische Reduktion des Pyridin-Nukleotids in der Photosynthese, dem Schlüsselenzym des Citratzyklus, der Polynukleotidphosphorylase (PNPase) und dem genetischen Code.
1959 erhielt er zusammen mit Arthur Kornberg den Nobelpreis für Physiologie oder Medizin für die Entdeckung des Mechanismus in der biologischen Synthese der RNA und der DNA.
Ochoa setzte seine Forschungsarbeit zur Proteinsynthese und der Reproduzierung der RNA bis zu seiner Rückkehr nach Spanien fort. Er wirkte an der Entschlüsselung des genetischen Codes mit.